# Gonodonta alexandra
Gonodonta alexandra är en fjärilsart som beskrevs av Thöny 1999. Gonodonta alexandra ingår i släktet Gonodonta och familjen nattflyn. Inga underarter finns listade i Catalogue of Life.